# سحابة الجبار الجزيئية

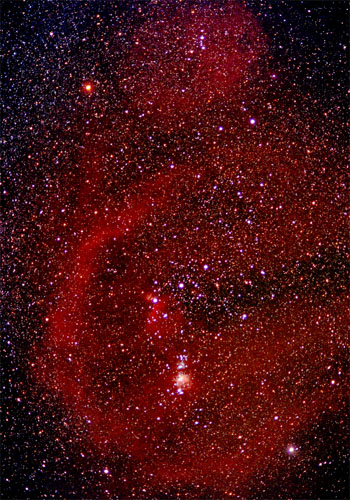
صورة لحلقة بارنارد، كما ترى بعض مواقع السدم داخل السحابة، مثل مسييه 42.

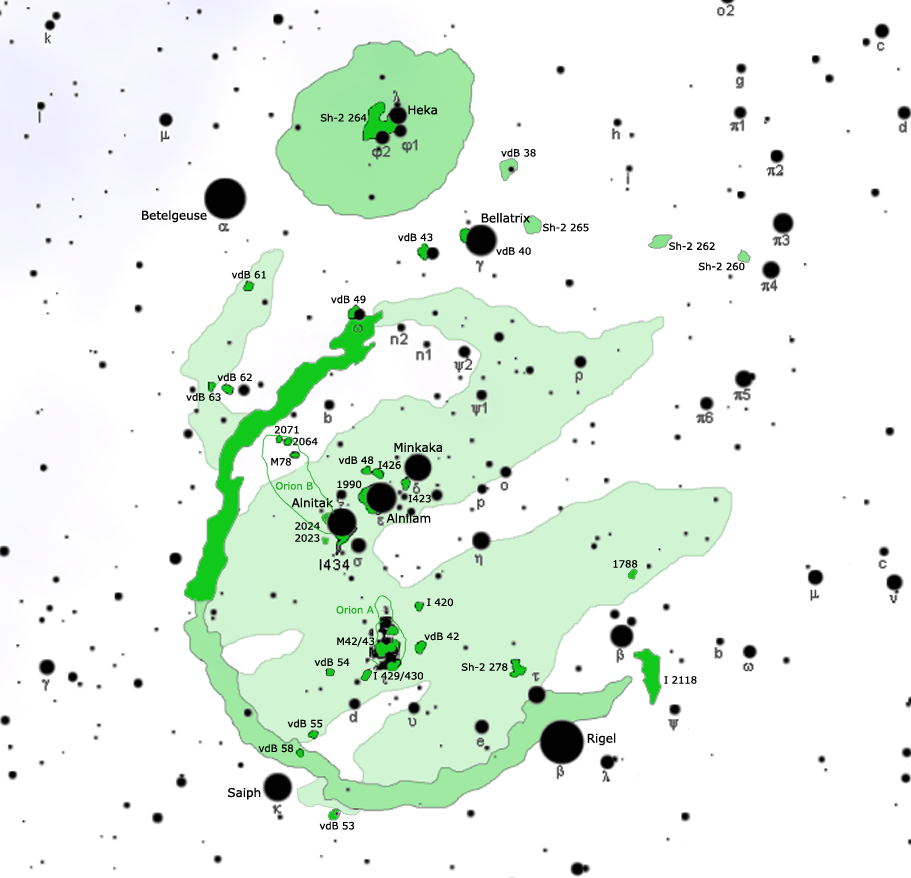
امتداد تجمع سحابة الجبار الجزيئية عبر كوكبة الجبار. في الوسط ترى الثلاثة نجوم المكونة لحزام الجبار.

سحابة الجبار الجزيئية  في الفلك (بالإنجليزية: Orion Molecular Cloud Complex) هو سديم كبير ويقع في كوكبة الجبار وتبعد عنا بين 1500 إلى 1600 سنة ضوئية. يمتد عرض السحابة عبر مئات السنوات الضوئية. يمكن مشاهدة بعض أجزائها بواسطة نظارة مقربة أو تلسكوب بسيط، كما يمكن رؤية أجزاء بالعين المجردة مثل سديم الجبار.
وتتميز السحابة بكونها كبيرة جدا وتشغل عدة درجات بين نطاق الجبار إلى السيف.وهي واحدة من أكثر المناطق النشطة حيث تتكون وتنشأ فيها نجوم جديدة التي يمكن رؤياها في سماء الليل وتضم عددا من الأقراص الكوكبية الأولية ومن النجوم الناشئة الجديدة.
في نفس الوقت نجد ان السحابة مضيئة في نطاق الأشعة تحت الحمراء بسبب الحرارة المتولدة من النجوم الناشئة، كما تحوي السحابة سدم مظلمة، وسدم مضيئة وسدم انعكاسية، وكذلك مناطق هيدروجين II.

## سدم داخل السحابة
تقدم القائمة التالية بعضا من السدم الملفتة للنظر داخل السحابة العظيمة:
- سديم الجبار وهو معروف أيضا كمسييه 42 أو إم42
- مسييه 43 أو إم43 وهو جزء من سديم الجبار،
- سديم رأس الحصان
- حلقة بارنارد
- مسييه 78 وهو سديم من نوع سديم انعكاسي
- سحابة الجبار الجزيئية 1
- سحابة الجبار الجزيئية 2
- سديم الشعلة

## سحابة جزيئية

سديم الجبار، صورة من تلسكوب هابل الفضائي. وموقعه مبين في الخريطة أعلاه باسمه M42.

ونظرا لكثافة المادة في سديم الجبار وهو أحد مناطق السحابة العظيمة تنشا فيه نجوم جديدة. ويوجد فيه بجانب النجوم الناشئة ومن ضمنها مجموعة نجوم تجمع المعين Trapez وهي تعمل على تأين غاز الهيدروجين المحيط بها، وتكون منطقة هيدروجين II وتثير السحابة بحيث تحثها على الإضاءة. وتعمل الاشعة والجسيمات الصادرة من النجوم الناشئة على تشتيت سحابة الغاز والغبار تاركة ورائها تجويفات كرية مضيئة.

## وصلات خارجية
- Orion Cloud Complex
- SEDS website
- Clickable table of Messier Objects نسخة محفوظة 20 أكتوبر 2014 على موقع واي باك مشين.
- Orion images نسخة محفوظة 7 أبريل 2014 على موقع واي باك مشين.

## اقرأ أيضا
- عملاق أزرق
- النطاق (الجبار)
- نجم
- قزم أبيض
- عملاق أحمر
- الانفجار العظيم
- خط زمني للانفجار العظيم
- نجم نيوتروني
- ثقب أسود